# Edogawa (Tokio)
Edogawa (江戸川区 Edogawa-ku?) es un barrio especial de la Metrópolis de Tokio, en Japón.
Frecuentemente y en otros idiomas autodenominada Ciudad de Edogawa, toma su nombre del río que corre a lo largo de su frontera oriental.
En 2023, la población estimada era de 697.932 habitantes, con una densidad de 13.997 personas por km², en un área de 49,86 km². Fue creado en 1937, al unirse siete pueblos y aldeas del distrito Minami Katsushika: los pueblos de Komatsugawa y Koiwa; y las aldeas de Kasai, Shinozaki, Matsue, Mizue y Shikamoto. Edogawa es el más oriental de los barrios especiales.